# Estlands geografi
Estlands geografi i hovedtræk.

## Øer
| Navn        | Maakond (amt) | Areal (km2) |
| ----------- | ------------- | ----------- |
| Saaremaa    | Saaremaa      | 2.673,0     |
| Hiiumaa     | Hiiumaa       | 989,0       |
| Muhu        | Saaremaa      | 200,0       |
| Vormsi      | Läänemaa      | 92,9        |
| Kassari     | Hiiumaa       | 19,3        |
| Naissaar    | Harjumaa      | 18,6        |
| Kihnu       | Pärnumaa      | 16,4        |
| Väike-Pakri | Harjumaa      | 12,9        |
| Suur-Pakri  | Harjumaa      | 11,6        |
| Ruhnu       | Saaremaa      | 11,4        |
| Abruka      | Saaremaa      | 8,8         |
| Vilsandi    | Saaremaa      | 8,8         |
| Piirisaar   | Tartumaa      | 7,5         |
| Prangli     | Harjumaa      | 6,4         |
| Omussaar    | Läänemaa      | 4,7         |
| Vohilaid    | Hiiumaa       | 3,9         |
| Aegna       | Tallinn       | 2,9         |
| Kõinastu    | Saaremaa      | 2,6         |
| Tauksi      | Läänemaa      | 2,5         |

### Ølisten

#### A
Abruka – Adralaid – Aegna (Wulf) – Ahelaid – Aherahu (Atla) – Aherahu – Ahessäär – Ahtra – Aksi – Allirahu (Kõiguste) – Allirahu (Pihtla) (Väike-Prangli) – Allirahu – Allu – Alumine Vaika – Anekäbrud – Ankrurahu – Annilaid (Anõlaid) – Antsulaiud – Anulaid – Auklaiust

#### E
Eerikukivi – Eerikulaid – Elmrahu – Esirahu

#### G
Gretagrund

#### H
Hanemaa – Hanerahu – Hanikatsi laid – Hara – Harilaid, off Vormsi – Harilaid, off Saaremaa – Härjakare – Härjamaa – Heinlaid (Kõiguste laht) – Heinlaid (Väinameri) – Hellamaa rahu – Hiiumaa (Dagö) – Hobulaid – Hõralaid – Hülgelaid – Hülgerahu

#### I
Imutilaid – Innarahu

#### J
Juksirahu

#### K
Kadakalaid – Kaevatsi laid – Kahtla laid – Kajakarahu – Käkimaa – Käkirahu – Kakralaid – Kakrarahu – Karirahu – Kassari – Kasselaid – Keri (Kokskär) – Keskmine Vaika – Kesselaid – Kihnu (Kynö) – Kitselaid — Koerakuiv – Kõinastu – Koipsi – Kõrgelaid – Kõrksaar – Kõverlaid – Kreenholm – Kriimi laid – Kräsuli – Kuivarahu – Külalaid – Kullilaid – Kullipank – Küllisäär – Kumari – Kungli – Kunnati laid – Kuradisäär – Kurgurahu

#### L
Laasirahu – Laidu – Läkumätas – Langekare – Leemetikare – Liia – Liisi – Liivakari – Linnusitamaa – Loonalaid – Luigerahu

#### M
Maakrirahu – Manilaid – Mardirahu – Maturahu – Mihklirahu – Mohni – Mondelaid – Muhu (Moon) – Munaderahu – Munasaar – Mustarahu – Mustpank – Mustpank (Vaika)

#### N
Nabralaid – Naissaar (Nargö) – Naistekivi maa – Ninalaid – Noogimaa – Nootamaa– Nosurahu

#### O
Öakse – Oitma – Ojurahu – Öörahu – Orikalaid – Osmussaar (Odensholm)

#### P
Paelaid – Pakri Islands (Rågöarna) – Pakulaid – Papilaid – Papirahu – Pasilaid – Pedassaar – Pihanasu – Pihlakare – Pihlalaid – Piirissaar – Pikknasv – Piskumadal – Põdvalaid – Põiksäär — Prangli (Vrangö) – Pühadekare – Puhtulaid – Puningalaid

#### R
Rammu – Rannasitik – Riinurahu – Ristlaid – Rohurahu – Rohusi saar – Rooglaid – Ruhnu (Runö) – Rukkirahu – Rusulaid

#### S
Saare ots – Saaremaa (Ösel) – Saarnaki laid – Salava – Sangelaid – Seasaar – Selglaid – Sepasitik – Sillalaid – Sipelgarahu – Sitakare – Sokulaid – Sõmeri — Sorgu – Suuregi laid – Suurepoldi – Suurlaid – Suur-Pakri (Västerö) – Suurrahu

#### T
Taguküla laid – Täkulaid – Täkunasv – Tarja – Tauksi – Telve – Tiirloo – Tondirahu – Tondisaar

#### U
Udrikulaid – Uhtju saar — Uhtju saared – Ülemine Vaika – Ulkkarri – Umalakotid – Umblu – Urverahu – Uuluti laid – Uus-Nootamaa

#### V
Vahase – Vahelmisrahu – Vaika islands – Väike-Pihlakare – Väike-Tulpe – Väike-Pakri (Österö) – Vaindloo – Valgerahu – Vareslaid (Käina Bay) – Vareslaid (Väinameri) – Varesrahu – Varsarahu – Vasikakuiv – Vasikalaid – Vassiklaid – Vesiloo – Vesitükimaa – Vesitükimaa islets – Viirekare – Viirelaid – Vilsandi – Vissulaid – Vohilaid – Võilaid – Võrgukare – Vormsi (Ormsö)

## Søer
| Navn                | Dybde (m) | Areal (km2) |
| ------------------- | --------- | ----------- |
| Peipsi              | 15,3      | 3.555       |
| Võrtsjärv           | 6,0       | 270         |
| Narva Veehoidla     | 15,0      | 191,0       |
| Mullutu-Suurlaht    | 2,1       | 14,4        |
| Ülemistesøen        | 6,0       | 9,6         |
| Saadjärv            | 25,0      | 7,1         |
| Vagula              | 11,5      | 5,2         |
| Veisjärv            | ca. 4     | 4,9         |
| Ermistu             | 2,9       | 4,8         |
| Tõhela              | ca. 1,5   | 4,1         |
| Kuremaa             | 13,8      | 4,0         |
| Paunküla Veehoidla  | 7,8       | 3,7         |
| Kahala              | 2,8       | 3,5         |
| Karujärv (Saaremaa) | 6,0       | 3,3         |
| Koosa               | 1,9       | 3,0         |
| Pühajärv            | 8,5       | 2,9         |
| Kaiavere            | 5,0       | 2,5         |
| Sutlepa meri        | 1,5       | 2,4         |
| Aheru               | 7,4       | 2,3         |
| Tamula              | 7,5       | 2,3         |

### Sølisten

#### A
- Aabra
- Aastejärv
- Adriska
- Agali
- Aheru
- Ähijärv
- Ahvenajärv
- Aknajärv
- Akste
- Alatskivi
- Alopi
- Arbi
- Arojärv
- Auksi

#### E
- Engli
- Erastvere
- Ermistu

#### H
- Haanja kõverjärv
- Harku
- Hilba
- Hino
- Holvandi Kivijärv
- Hüüdru

#### I
- Illi
- Imatu

#### J
- Jaala
- Jänukjärv
- Järvemäe
- Järvepää
- Jõksi

#### K
- Kahrila
- Kajumeri
- Kalijärv
- Kalli
- Kanariku
- Karijärv
- Karjatse meri
- Kärnjärv
- Karsna
- Karujärv
- Kasaritsa verijärv
- Käsmu
- Kastjärv
- Kauru
- Kavadi
- Keeri
- Kiidjärv
- Kikkajärv
- Kirikumäe
- Kisejärv
- Klooga järv
- Kõnnu Pikkjärv
- Konsu järv
- Kose Valgjärv
- Koosa
- Kubija
- Kurgjärv
- Küti

#### L
- Laho
- Lämmijärv
- Lasva
- Lavassaare järv
- Leevaku paisjärv
- Leigo
- Lohja
- Lõõdla
- Lake Loosu
- Luigetiik
- Lüübnitsa umbjärv

#### M
- Maardu järv
- Maksameri
- Männiku
- Meelva
- Mehikoorma Umbjärv
- Möldri meri
- Mõrtsuka
- Mullutu laht
- Murati

#### N
- Narva Reservoir
- Neitsijärv
- Niinsaare
- Noodasjärv
- Nootjärv
- Nüpli

#### P
- Pabra
- Paide Tehisjärv
- Paidra
- Palojärv
- Palojüri
- Pannjärv
- Pappjärv
- Paukjärv
- Peipsi järv (Peipsi)
- Pesujärv
- Pihkva järv (Pihkva)
- Piirakajärv
- Pillejärv
- Plaani Külajärv
- Porkuni
- Põrmujärv
- Prossa
- Pühajärv
- Pullijärv

#### R
- Raadi
- Rääkjärv
- Räätsma
- Raku
- Raigastvere
- Räpina paisjärv
- Ratasjärv
- Ratva
- Rõuge Liinjärv
- Rõuge Suurjärv
- Rõuge Valgjärv

#### S
- Saadjärv
- Selgjärv
- Šnelli tiik
- Soitsjärv
- Sõmerpalu paisjärv
- Supilinna pond
- Sutlepa meri
- Suur-Kirkajärv
- Suur Pehmejärv
- Suurlaht

#### T
- Tabina
- Tamula
- Tihu
- Tooma
- Tudu

#### U
- Ubajärv
- Uhtjärv
- Ülemistesøen
- Uljaste
- Üvajärv

#### V
- Vagula
- Vähajärv
- Väike Karujärv
- Vaikne
- Väimela Alajärv
- Väimela Mäejärv
- Väinjärv
- Vällamäe
- Vanamõisa
- Vaskna
- Verevi
- Viitina
- Viitina Alajärv
- Viitna
- Viljandi
- Vissi
- Võngjärv
- Vöölameri
- Võrtsjärv

## Vandløb
| #   | Vandløb             | Længde (km) | Afvandingsområde (km²) | Højdefald (m) | Vandføring (m³/s) |
| --- | ------------------- | ----------- | ---------------------- | ------------- | ----------------- |
| 1.  | Võhandu             | 162         | 1420                   | 98            | 10,3              |
| 2.  | Pärnu               | 144         | 6920                   | 78            | 64,4              |
| 3.  | Põltsamaa (bistrøm) | 135         | 1310                   | 71            | 3,4               |
| 4.  | Pedja (bistrøm)     | 122         | 2710                   | 67            | 25,4              |
| 5.  | Keila               | 116         | 682                    | 75            | 6,3               |
| 6.  | Kasari              | 112         | 3210                   | 62            | 29,2              |
| 7.  | Piusa               | 109         | 796                    | 208           | 5,8               |
| 8.  | Pirita              | 105         | 799                    | 75            | 7,8               |
| 9.  | Emajõgi             | 101         | 9740                   | 3,7           | 70,1              |
| 10. | Navesti (bistrøm)   | 100         | 3000                   | 57            | 27,9              |
| 11. | Jãgala              | 97          | 1570                   | 82            | 12,2              |
| 12. | Ahja (bistrøm)      | 95          | 1070                   | 87            | 7,1               |
| 13. | Vigala (bistrøm)    | 94          | 1580                   | 63            | 14,7              |
| 14. | Õhne                | 94          | 573                    | 63            | 4,5               |
| 15. | Pedetsi (bistrøm)   | 159         | 890                    | 108           | 13,2              |
| 16. | Halliste (bistrøm)  | 86          | 1900                   | 76            | 17,3              |
| 17. | Valgejõgi           | 85          | 453                    | 107           | 3,9               |
| 18. | Mustjõgi (bistrøm)  | 84          | 1820                   | 30            | 14,4              |
| 19. | Väike Emajõgi       | 83          | 1390                   | 81            | 11,5              |
| 20. | Narva               | 77          | 56200                  | 30            | 399,0             |
| 21. | Sauga               | 77          | 570                    | 60            | 5,1               |
| 22. | Soodla (bistrøm)    | 75          | 236                    | 62            | 2,3               |
| 23. | Reiu                | 73          | 917                    | 50            | 7,8               |
| 24. | Elva (bistrøm)      | 72          | 456                    | 144           | 3,6               |
| 25. | Velise (bistrøm)    | 72          | 852                    | 66            | 7,3               |

### Vandløbslisten

#### A
- Aavoja
- Agali
- Ahja
- Alajõgi
- Allika
- Ambla
- Amme
- Angerja stream
- Antsla
- Apna
- Ärma
- Aruküla
- Atla
- Audru
- Avaste stream
- Avijõgi

#### E
- Emajõgi (Embach)
- Elbu
- Elva
- Enge
- Erra
- Esna

#### G
Gorodenka

#### H
- Häädemeeste
- Haavakivi
- Halliste
- Härjapea
- Harku stream
- Helme
- Hilba
- Humalaste
- Hundikuristiku stream
- Hüüru

#### J
- Jaama (Struuga)
- Jägala
- Jänijõgi
- Järveotsa stream
- Jõelähtme
- Jõku
- Jurga stream
- Juudaoja

#### K
- Kääpa
- Kalita stream
- Kalli
- Kargaja
- Kärla
- Käru
- Kasari
- Kata
- Katku stream
- Kavilda
- Keila
- Kloostri
- Kodila
- Kohtra
- Kolga
- Kolga stream
- Kõpu
- Koosa
- Kroodi stream
- Kuivajõgi
- Kuke
- Külge stream
- Kulgu
- Kullavere
- Kunda
- Kurina
- Kurna stream
- Kuura

#### L
- Laatre
- Laeva
- Lahavere stream
- Lähkma
- Leevi
- Leisi
- Lemmejõgi
- Lemmjõgi
- Liivi
- Lintsi
- Lodja stream
- Loo
- Loobu
- Lõve
- Luguse
- Luutsna

#### M
- Maadevahe
- Mädajõgi
- Mädara
- Mähe stream
- Maidla
- Massu
- Mõra
- Munalaskme stream
- Mustajõgi
- Mustjõgi (Endla)
- Mustjõgi (Gauja basin)
- Mustjõgi (Jägala basin)
- Mustjõgi (Tallinn)
- Mustoja (Lahemaa)
- Mustvee
- Muuga stream

#### N
- Nahavere stream
- Naravere stream
- Narva
- Nasva
- Nõva
- Nurtu
- Navesti
- Nuutri

#### O
- Õhne
- Onga
- Orajõgi

#### P
- Paadrema
- Paala
- Pääsküla
- Pada
- Pala
- Pale
- Paltra
- Pärlijõgi
- Pärnu
- Pede
- Pedeli
- Pedja
- Peeda
- Peetri
- Penijõgi
- Piigaste stream
- Piilsi
- Pikknurme
- Pirita
- Piusa
- Põduste
- Põltsamaa
- Porijõgi
- Poruni
- Prandi
- Preedi
- Pühajõgi (Ida-Virumaa)
- Pühajõgi (Saaremaa)
- Punapea
- Purtse

#### R
- Raasiku
- Rannametsa
- Rannamõisa
- Rannapungerja
- Räpu
- Raudna
- Reiu
- Reopalu
- Retla
- Riguldi

#### S
- Saarjõgi
- Saki
- Saku
- Salajõgi
- Salla
- Salme
- Sämi
- Sauga
- Selja
- Sigaste stream
- Sillaorsa
- Sitapätsi
- Sõmeru
- Soodla
- Sõtke
- Struuga (Jaama)
- Surju stream
- Surjupera stream
- Suuremõisa

#### T
- Taebla
- Tagajõgi
- Tänassilma
- Tarvastu
- Tatra
- Teenuse
- Timmkanal
- Tirtsi
- Tiskre stream
- Tõdva
- Tõlla stream
- Toolse
- Topi
- Tori
- Tõrvajõgi
- Tõrvanõmme stream
- Tõstamaa
- Treppoja
- Tuhala
- Tuudi

#### U
- Ulila
- Umbusi
- Ura
- Uueveski stream

#### V
- Vääna
- Vaemla
- Vaidava
- Väike Emajõgi
- Vainupea
- Valgejõgi
- Valuoja
- Vändra
- Vara stream
- Vardi
- Vardja
- Varsaallika stream
- Värska stream
- Vasalemma
- Vaskjõgi
- Veelikse stream
- Velise
- Vigala
- Vihterpalu
- Visela
- Visula
- Vodja
- Võhandu
- Võhkse
- Võhu
- Võlupe
- Vorsti
- Võsu